# Michael John Lema
Michael John Lema (* 13. September 1999 in Singida) ist ein österreichisch-tansanischer Fußballspieler auf der Position eines Mittelfeldspielers. Im Jahre 2018 debütierte er für die Profimannschaft des SK Sturm Graz in der österreichischen Bundesliga.

## Karriere

### Verein
Michael John Lema wurde am 13. September 1999 in Tansania geboren und kam im Jahre 2007 im Zuge eines Familienurlaubs zum ersten Mal nach Osttirol. Seine Familie hatte sich für diesen Urlaub entschieden, da eine Bekannte der Mutter hier seit Jahren lebte. Nach der Rückkehr ins rund 6.000 Kilometer entfernte Tansania kehrte Lema in den nachfolgenden knapp zwei Jahren mehrmals nach Österreich zurück und wurde im August 2008 erstmals im Nachwuchsbereich des SV Tristach in der Gemeinde Tristach nahe Lienz angemeldet. Erst im Jahre 2009 kam Lema, damals zehnjährig, endgültig nach Österreich, ließ aber seine Eltern in Tansania. In Osttirol wurde er von der Bekannten seiner Mutter aufgenommen und besuchte fortan die Volksschule Lienz Süd. Später besuchte er für mehrere Jahre das Gymnasium in Lienz und absolvierte regelmäßige Heimaturlaube bei seinen Eltern in Tansania.
In Tristach fiel er durch seine enorme Torgefährlichkeit auf; so erzielte er bereits in seiner ersten Saison (2008/09) 69 Tore bei 23 Einsätzen für die U-10-Mannschaft. 2009/10 stieg er zur U-12-Mannschaft auf und erzielte 14 Tore bei 13 Einsätzen im Herbst, sowie 23 Tore bei 12 Einsätzen im Frühjahr. Auch in der nachfolgenden Spielzeit 2010/11 gehörte Lema weiterhin dem U-12-Aufgebot an und kam als Stammkraft zum Einsatz. Im Frühjahr zeigte er wieder mit 37 Treffern in neun Ligapartien auf. Gleichzeitig hatte er 2010/11 auch Einsätze in der U-14-Mannschaft des Vereins, für die er im Herbst 2010 bei sieben Auftritten ein Tor erzielte und im nachfolgenden Frühjahr mit 16 Toren aus 14 Spielen der zweitbeste Torschütze der Mannschaft war. In der Saison 2011/12 duellierte er wieder mit seinem Teamkameraden Florian Unterweger um den Titel des mannschaftsinternen Torschützenkönigs, als er, nach 19 Toren in allen zehn Spielen des Herbstes, im darauffolgenden Frühjahr zwölf Treffer in sieben Partien erzielte und sich somit diesen Titel sichern konnte.
Im Jahr 2012 wechselte Lema, der bereits in seiner Heimat als Kind Straßenfußball gespielt hatte, zum Kooperationsverein Rapid Lienz und war dort über eine Saison lang bis zum Sommer 2013 aktiv. Bei dem Verein, dessen Herrenmannschaft zu diesem Zeitpunkt in der Kärntner Liga vertreten war, kam er im Herbst in allen 14 Spielen der U-14-Mannschaft zum Einsatz und war mit 20 erzielten Treffern äußerst torgefährlich. Mit zwölf Siegen, einem Remis und einer Niederlage wurde die Mannschaft U-14-Herbstmeister. Im Frühjahr absolvierte er ebenfalls alle 14 Ligapartien und kam 16 Mal zum Torerfolg. Im Endklassement reichte es für die Mannschaft lediglich für den dritten Tabellenplatz. Da er durch seine Leistungen auffiel, wechselte er in weiterer Folge im Sommer 2013 in den Nachwuchsbereich des österreichischen Bundesligisten SK Sturm Graz. Hier kam er vorerst in der U-15-Mannschaft der Akademie Steiermark-Sturm Graz zum Einsatz und war mit 16 Toren aus 20 Ligapartien hinter Mark Grosse zweitbester Torschütze der Mannschaft. Mit der U-15-Akademiemannschaft gewann er das Österreich-Finale des Nike Premier Cups 2014, erzielte alle drei Tore beim 3:0-Finalsieg und qualifizierte sich mit der Mannschaft für Europa-Finale. Danach kam Lema im August 2014 auch im Weltfinale, dem Manchester United Premier Cup, gegen Nachwuchsmannschaften internationaler Topklubs zum Einsatz. Zudem brachte er es zu vier Ligaeinsätzen und einem Tor für die U-16-Akademiemannschaft der Grazer.
In der Saison 2014/15 kam er neben 14 Einsätzen mit acht Treffern für die U-16-Mannschaft auch zu sieben Einsätzen für die U-18. Vor allem ab Ende September 2015 kam der gebürtige Tansanier zu regelmäßigen Einsätzen für die U-18-Mannschaft in der ÖFB-U-18-Jugendliga. Bis zum Saisonende kam er in 17 Spielen zum Einsatz und erzielte fünf Tore. 2015/16 stieg der Flügelspieler in die Amateurmannschaft der Grazer mit Spielbetrieb in der drittklassigen Regionalliga Mitte auf. Am 26. August 2016 debütierte er beim 1:1-Heimremis gegen die SPG FC Pasching/LASK Juniors im Herrenfußball, als er von Trainer Markus Schopp in der 86. Minute für Ervin Bevab als Innenverteidiger aufs Feld geschickt wurde. Spätestens einen Monat später kam er bereits zu regelmäßigen Einsätzen für die Amateurmannschaft und trug sich am 11. Oktober 2016 bei einer 1:6-Niederlage gegen den TSV Hartberg auch erstmals als Torschütze ein. Zu diesem Zeitpunkt agierte er bereits im rechten Mittelfeld bzw. genauer gesagt am rechten Flügel. Auf dem Weg zum Stammspieler brachte es Lema in 18 Meisterschaftsspielen zu sechs Toren und kam zudem in fünf Partien der U-18-Mannschaft zum Einsatz, bei der er ebenfalls sechs Treffer erzielte. In der nachfolgenden Saison 2017/18 avancierte Lema zur Stammkraft in der zweiten Kampfmannschaft der Grazer; war aber vor allem ab der elften Meisterschaftsrunde vermehrt bei den Amateuren und wurde abwechselnd im linken und rechten Mittelfeld eingesetzt. Bis zum Saisonende brachte er es zu 17 Ligaeinsätzen und vier Treffern.
Bei den Profis stand er erstmals in der ersten Meisterschaftsrunde im Kader, beim 3:2-Heimsieg über den SKN St. Pölten, kam aber von der Ersatzbank aus nicht zum Einsatz. Auch im nachfolgenden Spiel gegen die Wiener Austria saß er auf der Ersatzbank und trainierte daraufhin die meiste Zeit mit den Profis mit bzw. fiel für einige Wochen verletzungsbedingt aus. Am 21. März 2018 unterzeichnete der gebürtige Tansanier seinen ersten Profivertrag und debütierte drei Tage später bei der 1:2-Testspielniederlage gegen den NK Maribor für die Profimannschaft. Zudem saß er in den beiden Spielen der 3. Qualifikationsrunde zur UEFA Europa League 2017/18 gegen Fenerbahçe Istanbul auf der Ersatzbank der Grazer. Am 27. Mai 2018 debütierte er beim letzten Saisonspiel der Profimannschaft gegen den SCR Altach, als er von Trainer Heiko Vogel in der 71. Minute für Jakob Jantscher auf den Rasen geschickt wurde.
In der Saison 2018/19 machte Lema insgesamt 16 Spiele. Gegen Ende der Saison, unter Trainer Roman Mählich, spielte Lema einige Spiele von Beginn an. In der Herbstsaison 2019/20 kam Lema kaum mehr zu Einsätzen. Im Jänner 2020 wurde er an den Ligakonkurrenten TSV Hartberg verliehen. Nach nur zwei Einsätzen für Hartberg zog er sich allerdings im Februar 2020 einen Kreuzbandriss zu. Dennoch wurden sowohl sein Vertrag in Graz als auch sein Leihvertrag in Hartberg im April 2020 verlängert. Die Spielzeit 2020/21 verpasste er allerdings aufgrund seiner Verletzung ganz, sodass er bis zum Ende der eineinhalbjährigen Leihe zwei Einsätze zu Buche stehen hatte. Dennoch wurde Lema im Juni 2021 von Hartberg fest verpflichtet und erhielt einen bis Juni 2022 laufenden Vertrag. Nach seiner Genesung konnte sich Lema in Hartberg nicht durchsetzen und kam bis zur Winterpause der Saison 2021/22 zu sechs Bundesligaeinsätzen, alle von der Bank aus.
Im Februar 2022 wechselte der Offensivspieler daraufhin zum Zweitligisten SV Lafnitz. Für Lafnitz kam er zu sieben Einsätzen in der 2. Liga, ehe er den Verein nach der Saison 2021/22 wieder verließ. Nach einem halben Jahr ohne Klub wechselte Lema im Jänner 2023 zum Regionalligisten DSV Leoben. In der Regionalliga kam er für die Leobner bis Saisonende in allen 15 Spielen zum Einsatz und erzielte dabei sechs Tore, mit dem DSV stieg er in die 2. Liga auf. In dieser spielte er dann aber keine große Rolle mehr und kam in der Saison 2023/24 bis zur Winterpause nur sechsmal zum Einsatz.
Im Jänner 2024 wechselte Lema nach Deutschland zum Regionalligisten Wacker Burghausen. Für Burghausen kam er zu 40 Einsätzen in der Regionalliga, in denen er siebenmal traf. Nach der Saison 2024/25 verließ er den Verein.

### Nationalmannschaft
Sein Debüt in einer österreichischen Nationalauswahl gab Lema am 23. März 2017, als er bei einem 1:1-Remis in einem freundschaftlichen Länderspiel der österreichischen U-18-Auswahl gegen die Alterskollegen aus den Niederlagen debütierte, als er von Trainer Andreas Heraf in der 77. Spielminute für Christoph Baumgartner eingewechselt wurde. Im Sommer 2017 sollte er bereits in den Kader der österreichischen U-19-Junioren nominiert werden, fiel in dieser Zeit jedoch verletzungsbedingt aus, und kam erst einige Monate später zu seinem U-19-Debüt. Unter Trainer Peter Schöttel nahm der mittlerweile 18-Jährige an der Qualifikation zur U-19-Fußball-Europameisterschaft 2018 teil und absolvierte im Oktober 2017 alle drei Partien der Gruppe 6 der Qualifikationsrunde. Dabei kam er unter anderem beim 1:0-Erfolg über die kosovarischen U-19-Junioren nach Vorlage vom bereits genannten Christoph Baumgartner zum Torerfolg. Mit den Österreichern schaffte er als Gruppensieger den Einzug in die nachfolgende Eliterunde der Qualifikation. Nachdem er bereits an der Vorbereitung auf diese nicht teilgenommen hatte, gehörte er der Mannschaft auch in der im März 2018 ausgetragenen Eliterunde nicht an. In der Eliterunde erreichte Österreich lediglich den dritten Platz in der Gruppe 7 und konnte sich nicht für die im Juli 2018 in Finnland stattfindende Endrunde qualifizieren.
Im Juni 2019 debütierte er gegen Frankreich für die österreichische U-21-Auswahl.